# Chuscococha (Yarowilca)
Chuscococha (en quechua: Chuskuqucha) es una montaña de la Cordillera Central en la región Huánuco en Perú.

## Toponimia
Deriva de la palabra en quechua local al español chusku cuatro y qucha laguna, cuyo significado viene a ser 'cuatro lagunas'.

## Geografía
Se localiza en medio de la Cadena Central de los Andes huanuqueños al noreste del distrito de Chavinillo en la provincia de Yarowilca.
El origen de su nombre se da porque en su flanco sureste se localizan cuatro lagunas muy próximas entre sí y de forma escalonada.